# Hợp kim 20
Hợp kim 20 là thép không gỉ niken - crôm - mô lip đen, được sử dụng trong các công việc có liên quan đến axit sulphurit. Nó kháng gỉ rất tốt và được sử dụng rộng rãi trong các lĩnh vực: hoá học, thực phẩm, dược phẩm, và trong công nghệ chất dẻo.

## Thành phần hoá học
- Sắt, 31-44%
- Niken, 32.5-35%
- Crôm, 19-21%
- Carbon, 0.06% maximum
- Đồng, 3-4%
- Mô lip đen, 2-3%